# Liste der Sieger im Skispringen beim Europäischen Olympischen Jugendfestival
Die Liste der Sieger im Skispringen beim Europäischen Olympischen Jugendfestival führt, gegliedert nach Wettbewerben, alle Sieger sowie die Zweit- und Drittplatzierten der Skisprungwettbewerbe beim biennalen Europäischen Olympischen Jugendfestival (kurz EYOF) auf. Erst seit 1999 im Programm der Winter-Austragungen war die Sportart 2005 und 2007 aus dem Veranstaltungskalender gestrichen und wurde 2009 wieder aufgenommen. Während die Männer sowohl in Einzel- als auch in Teamspringen antreten, organisierte man die Einzelkonkurrenz der Frauen viermal und zudem 2015 erstmals einen Teamspringen. 2015 wurde statt einem Damen-Teamspringen erstmals ein Mixed-Team-Wettbewerb ausgetragen. Die meisten Wettbewerbe fanden auf Normalschanzen mit einem Konstruktionspunkt von 90 Metern statt.
Mit Rok Benkovič, Martin Koch und Daniela Iraschko sind auch drei spätere Skisprung-Weltmeister gelistet – beim Slowenen lagen sogar nur zwei Jahre zwischen seiner erfolgreichen Teilnahme am EYOF 2003 und dem Weltmeistertitel 2005. Die Norwegerin Anette Sagen ist die einzige Athletin, die bei zwei unterschiedlichen Austragungen des EYOF Medaillen gewinnen konnte.

## Wettbewerbe

### Männer

#### Einzel
| Jahr | Ort        | Gold                        | Silber                      | Bronze                      |
| ---- | ---------- | --------------------------- | --------------------------- | --------------------------- |
| 1999 | Poprad     | Veli-Matti Lindström        | Stefan Kaiser               | Akseli Lajunen              |
| 2001 | Vuokatti   | Janne Happonen              | Maximilian Mechler          | Akseli Kokkonen             |
| 2003 | Bled       | Jon Aaraas                  | Zvonko Kordež               | Rok Benkovič                |
| 2009 | Szczyrk    | Peter Prevc                 | Wladimir Sografski          | Adrian Schuler              |
| 2011 | Liberec    | Jarkko Määttä               | Ulrich Wohlgenannt          | Mats Berggård               |
| 2013 | Râșnov     | Cene Prevc                  | Anže Lanišek                | Thomas Hofer                |
| 2015 | Tschagguns | Niko Kytösaho               | Domen Prevc                 | Dawid Jarząbek              |
| 2017 | Erzurum    | Timi Zajc                   | Jonathan Learoyd            | Mathis Contamine            |
| 2019 | Sarajevo   | Disziplin nicht ausgetragen | Disziplin nicht ausgetragen | Disziplin nicht ausgetragen |
| 2022 | Lahti      | Jonas Schuster              | Jan Habdas                  | Ben Bayer                   |
| 2023 | Planica    | Stephan Embacher            | Klemens Joniak              | Wiktor Szozda               |

#### Mannschaft
| Jahr | Ort        | Gold                                                                            | Silber                                                                   | Bronze                                                                                      |
| ---- | ---------- | ------------------------------------------------------------------------------- | ------------------------------------------------------------------------ | ------------------------------------------------------------------------------------------- |
| 1999 | Poprad     | ÖsterreichStefan Kaiser Martin Koch Florian Liegl                               | FinnlandKimmo Yliriesto Akseli Lajunen Veli-Matti Lindström              | SlowenienBlaž Bilban Gašper Čavlovič Primož Urh-Zupan                                       |
| 2001 | Vuokatti   | FinnlandAkseli Kokkonen Janne Happonen Kalle Keituri                            | ÖsterreichStefan Thurnbichler Manuel Fettner Balthasar Schneider         | FrankreichMaxime Laheurte Vincent Descombes Sevoie David Lazzaroni                          |
| 2003 | Bled       | SlowenienRok Benkovič Zvonko Kordež Jaka Oblak                                  | NorwegenTerje Hilde Morten Gjesvold Jon Aaraas                           | ÖsterreichNicolas Fettner Gerald Wambacher Roland Müller                                    |
| 2009 | Szczyrk    | SlowenienJaka Hvala Luka Leban Rok Justin Peter Prevc                           | ÖsterreichThomas Lackner Markus Schiffner Lukas Dilitz Thomas Diethart   | SchweizVital Anken Pascal Egloff Pascal Kälin Adrian Schuler                                |
| 2011 | Liberec    | PolenKrzysztof Biegun Mateusz Kojzar Aleksander Zniszczoł Klemens Murańka       | FinnlandMiika Ylipulli Miika Taskinen Juho Ojala Jarkko Määttä           | DeutschlandMichael Herrmann Ludwig Pohle Michael Zachrau Florian Menz                       |
| 2013 | Râșnov     | SlowenienNejc Seretinek Cene Prevc Florjan Jelovčan Anže Lanišek                | DeutschlandPaul Winter Julian Hahn Thomas Dufter Sebastian Bradatsch     | ÖsterreichMaximilian Steiner Mario Mendel Simon Greiderer Thomas Hofer                      |
| 2015 | Tschagguns | SlowenienTine Bogataj Bor Pavlovčič Urban Rogelj Domen Prevc                    | FinnlandAndreas Alamommo Niko Löytäinen Joni Markkanen Niko Kytösaho     | ÖsterreichJulian Wienerroither Michael Falkensteiner Maximilian Schmalnauer Clemens Leitner |
| 2017 | Erzurum    | SlowenienLovro Vodušek Bernard Dobre Tomi Jovan Timi Zajc                       | FrankreichMathis Contamine Romane Dieu Alessandro Batby Jonathan Learoyd | RusslandAlexander Loginow Artem Yudin Ilya Baskakow Alexander Martschukow                   |
| 2019 | Sarajevo   | Disziplin nicht ausgetragen                                                     | Disziplin nicht ausgetragen                                              | Disziplin nicht ausgetragen                                                                 |
| 2022 | Lahti      | ÖsterreichLouis Obersteiner Andre Fussenegger Raffael Zimmermann Jonas Schuster | PolenTymoteusz Amilkiewicz Klemens Joniak Marcin Wróbel Jan Habdas       | DeutschlandAdrian Tittel Jannik Faißt Simon Steinbeißer Ben Bayer                           |
| 2023 | Planica    | ÖsterreichStephan Embacher Johannes Pölz Jakob Steinberger Simon Steinberger    | PolenKlemens Staszel Wiktor Szozda Klemens Joniak Tymoteusz Amilkiewicz  | DeutschlandLukas Nellenschulte Julian Fussi Lasse Deimel Alex Reiter                        |

### Frauen

#### Einzel
| Jahr | Ort        | Gold                        | Silber                      | Bronze                      |
| ---- | ---------- | --------------------------- | --------------------------- | --------------------------- |
| 2001 | Vuokatti   | Daniela Iraschko            | Helena Olsson Smeby         | Anette Sagen                |
| 2003 | Bled       | Anette Sagen                | Ulrike Gräßler              | Katrin Stefaner             |
| 2005 | Monthey    | Disziplin nicht ausgetragen | Disziplin nicht ausgetragen | Disziplin nicht ausgetragen |
| 2007 | Jaca       | Disziplin nicht ausgetragen | Disziplin nicht ausgetragen | Disziplin nicht ausgetragen |
| 2009 | Szczyrk    | Disziplin nicht ausgetragen | Disziplin nicht ausgetragen | Disziplin nicht ausgetragen |
| 2011 | Liberec    | Disziplin nicht ausgetragen | Disziplin nicht ausgetragen | Disziplin nicht ausgetragen |
| 2013 | Râșnov     | Anna Rupprecht              | Sonja Schoitsch             | Lena Selbach                |
| 2015 | Tschagguns | Sofja Tichonowa             | Henriette Kraus             | Agnes Reisch Luisa Görlich  |
| 2017 | Erzurum    | Romane Dieu                 | Nika Križnar                | Katra Komar                 |
| 2019 | Sarajevo   | Disziplin nicht ausgetragen | Disziplin nicht ausgetragen | Disziplin nicht ausgetragen |
| 2022 | Lahti      | Nika Prevc                  | Nora Midtsundstad           | Sina Arnet                  |
| 2023 | Planica    | Nika Prevc                  | Sina Arnet                  | Anežka Indráčková           |

#### Mannschaft
| Jahr | Ort        | Gold                                                                                | Silber                                                                  | Bronze                                                                         |
| ---- | ---------- | ----------------------------------------------------------------------------------- | ----------------------------------------------------------------------- | ------------------------------------------------------------------------------ |
| 2013 | Râșnov     | TschechienKarolína Indráčková Michaela Rajnochová Natálie Dejmková Barbora Blažková | DeutschlandCelina Dollberg Carina Wursthorn Lena Selbach Anna Rupprecht | RusslandAlina Bobrakowa Aysylu Fakhertdinowa Alena Sutiagina Kristina Zakirowa |
| 2015 | Tschagguns | Disziplin nicht ausgetragen                                                         | Disziplin nicht ausgetragen                                             | Disziplin nicht ausgetragen                                                    |
| 2017 | Erzurum    | Disziplin nicht ausgetragen                                                         | Disziplin nicht ausgetragen                                             | Disziplin nicht ausgetragen                                                    |
| 2019 | Sarajevo   | Disziplin nicht ausgetragen                                                         | Disziplin nicht ausgetragen                                             | Disziplin nicht ausgetragen                                                    |
| 2022 | Lahti      | Disziplin nicht ausgetragen                                                         | Disziplin nicht ausgetragen                                             | Disziplin nicht ausgetragen                                                    |
| 2023 | Planica    | SlowenienNika Prevc Tinkara Komar Taja Bodlaj Katarina Pirnovar                     | ItalienNoella Vürich Martina Zanitzer Giada Delugan Greta Pinzani       | DeutschlandChristina Feicht Nadine Färber Selina Kölle Joanna Eberle           |

### Mixed
| Jahr | Ort        | Gold                                                                     | Silber                                                                       | Bronze                                                                         |
| ---- | ---------- | ------------------------------------------------------------------------ | ---------------------------------------------------------------------------- | ------------------------------------------------------------------------------ |
| 2013 | Râșnov     | DeutschlandLena Selbach Anna Rupprecht Thomas Dufter Sebastian Bradatsch | SlowenienAnja Javoršek Julija Sršen Anže Lanišek Cene Prevc                  | ÖsterreichElisabeth Raudaschl Sonja Schoitsch Maximilian Steiner Thomas Hofer  |
| 2015 | Tschagguns | DeutschlandAgnes Reisch Jonathan Siegel Henriette Kraus Axel Mayländer   | RusslandMarija Jakowlewa Maxim Sergejew Sofja Tichonowa Kirill Kotik         | TschechienJana Mrákotová Robert Szymeczek Zdeňka Pešatová František Holík      |
| 2017 | Erzurum    | SlowenienNika Križnar Tomi Jovan Katra Komar Timi Zajc                   | FrankreichMarine Bressand Mathis Contamine Romane Dieu Jonathan Learoyd      | RusslandMarija Jakowlewa Ilja Baskakow Alexandra Baranzewa Alexander Marchukow |
| 2019 | Sarajevo   | Disziplin nicht ausgetragen                                              | Disziplin nicht ausgetragen                                                  | Disziplin nicht ausgetragen                                                    |
| 2022 | Lahti      | SlowenienTinkara Komar Gorazd Završnik Nika Prevc Maksim Bartolj         | ÖsterreichJulia Mühlbacher Louis Obersteiner Sophie Kothbauer Jonas Schuster | SchweizSina Arnet Yanick Wasser Emely Torazza Lean Niederberger                |
| 2023 | Planica    | SlowenienTinkara Komar Nik Heberle Nika Prevc Luka Filip                 | PolenNatalia Slowik Wiktor Szozda Pola Bełtowska Klemens Joniak              | DeutschlandSelina Kölle Lasse Deimel Joanna Eberle Alex Reiter                 |

## Nationenwertung
| Platz | Land        | Gold | Silber | Bronze | Gesamt |
| ----- | ----------- | ---- | ------ | ------ | ------ |
| 01.   | Slowenien   | 11   | 4      | 2      | 17     |
| 02.   | Österreich  | 6    | 6      | 6      | 18     |
| 03.   | Finnland    | 5    | 3      | 2      | 10     |
| 04.   | Deutschland | 3    | 5      | 9      | 17     |
| 05.   | Norwegen    | 2    | 2      | 2      | 6      |
| 06.   | Polen       | 1    | 5      | 2      | 8      |
| 07.   | Russland    | 1    | 1      | 1      | 3      |
| 08.   | Tschechien  | 1    | –      | 2      | 3      |
| 09.   | Schweiz     | –    | 1      | 4      | 5      |
| 10.   | Schweden    | –    | 1      | –      | 1      |
| 10.   | Bulgarien   | –    | 1      | –      | 1      |
| 10.   | Italien     | –    | 1      | –      | 1      |
| 11.   | Frankreich  | –    | –      | 1      | 1      |